# TT187
| G40 | Aa1 · Z4 | i | i | F4 · t · Z1 |

| G40 | Aa1 · Z4 | i | i | F4 · t · Z1 |

TT187 (Theban Tomb 187) è la sigla che identifica una delle Tombe dei Nobili ubicate nell'area della cosiddetta Necropoli Tebana, sulla sponda occidentale del Nilo dinanzi alla città di Luxor, in Egitto. Destinata a sepolture di nobili e funzionari connessi alle case regnanti, specie del Nuovo Regno, l'area venne sfruttata, come necropoli, fin dall'Antico Regno e, successivamente, sino al periodo Saitico (con la XXVI dinastia) e Tolemaico.

## Titolare
TT187 era la tomba di:
| Titolare | Titolo            | Necropoli | Dinastia/Periodo | Note                                                                                 |
| -------- | ----------------- | --------- | ---------------- | ------------------------------------------------------------------------------------ |
| Pakhihet | Prete wab di Amon | El-Khokha | XIX Dinastia     | casa disabitata; versante nord-est, subito dopo la TT49; a nord dello stesso cortile |

## Biografia
Ashakhet, titolare della TT174, Prete alla presenza di Mut, fu suo padre; Tazabu fu sua madre e Mutemonet sua moglie.

## La tomba
La tomba si apre al fondo di un ampio cortile che dà ulteriormente accesso ad altre tombe: TT363, TT362 e TT49, tutte risalenti alla XIX dinastia. Secondo l'usanza tipica dell'area, anche TT187 venne usata come abitazione per secoli con i danni conseguenti; all'atto della rilevazione a cura di Gardiner e Weigall questa era, tuttavia, disabitata. Dal cortile si accede, tramite un corridoio (1/verde in planimetria), sulle cui pareti è rappresentato il defunto con due figli (di cui non viene riportato il nome) dinanzi a Osiride e Ra-Horakhti; il defunto, la moglie e una figlia (?) in adorazione verosimilmente (il rilievo è particolarmente danneggiato) di Ra, a una sala trasversale secondo lo schema tipico, a "T" rovesciata, delle sepolture del periodo. Su una parete (le altre sono danneggiate) (2) scene di servitori e tavole imbandite; in una sala perpendicolare alla precedente (3), una nicchia con pilastri Djed personificati su ogni lato.

### Annotazioni
1. ↑  La numerazione dei locali e delle pareti segue quella di Porter e Moss 1927, p. 90.
2. ↑  La prima numerazione delle tombe, dalla numero 1 alla 253, risale al 1913 con l'edizione del "Topographical Catalogue of the Private Tombs of Thebes" di Alan Gardiner e Arthur Weigall. Le tombe erano numerate in ordine di scoperta e non geografico; ugualmente in ordine cronologico di scoperta sono le tombe dalla 253 in poi.
3. ↑  I campi della Duat, ovvero l'aldilà egizio, si trovavano, secondo le credenze, proprio sulla riva occidentale del grande fiume.
4. ↑  Nella sua epoca di utilizzo, l'area era nota come "Quella di fronte al suo Signore" (con riferimento alla riva orientale, dove si trovavano le strutture dei Palazzi di residenza dei re e i templi dei principali dei) o, più semplicemente, "Occidente di Tebe".
5. ↑  le Tombe dei Nobili, benché raggruppate in un'unica area, sono di fatto distribuite su più necropoli distinte.
6. ↑  Le note, sovente di inquadramento topografico della tomba, sono tratte dal "Topographical Catalogue" di Gardiner e Weigall, ed. 1913 e fanno perciò riferimento alla situazione dell'epoca.
7. ↑  I preti "wab", ma anche "uab", o "uebu", appartenevano al basso clero ed erano incaricati della manutenzione degli strumenti del culto e degli oggetti comunque ad esso connessi. A loro competeva il lavacro e l'abbigliamento giornaliero della statua del dio presso cui operavano e a loro competeva il trasporto della statua del dio (generalmente su una barca sacra) durante le cerimonie. Erano gerarchicamente sottoposti ad un "grande prete wab" cui competevano le operazioni giornaliere di culto della divinità.
8. ↑  Fino a tempi molto recenti, alcune delle tombe vennero adibite ad abitazioni o a pertinenze di abitazioni, come stalle, cantine, depositi e magazzini. Tale impiego, protrattosi per millenni, come è intuibile, ha ulteriormente favorito il danneggiamento di già precarie rappresentazioni parietali o, in taluni casi, ha addirittura causato la perdita o la demolizione di pareti o colonne, o pilastri. I riferimenti di Gardiner e Weigall ad abitazioni private debbono perciò essere intese in tal senso e fanno riferimento, come è ovvio, agli anni in cui le rilevazioni ebbero luogo considerando che la pubblicazione del "Topographical Catalogue" risale al 1913.
9. ↑  Giacché dal cortile si accede a quattro distinte tombe, i riferimenti alla TT187 sono stati riportati in differente colore; quelli relativi alla TT49 sono di colore verde.

### Fonti
1. 1 2  Porter e Moss 1927,  p. 293.
2. ↑  Gardiner e Weigall 1913.
3. ↑  Donadoni 1999,  p. 115.
4. ↑  Gardiner e Weigall 1913, p. 32.
5. ↑  Gardiner e Weigall 1913, pp. 32-33.
6. 1 2  Gardiner e Weigall 1913, p. 33.
7. ↑  Porter e Moss 1927,  p. 293, confermata in edizione del 1970.
8. ↑  Porter e Moss 1927,  pp. 291-293.